# Las tres viudas de papá
A Las tres viudas de papá (jelentése ’Apa három özvegye’) egy 1942-ben bemutatott mexikói filmvígjáték, amely Miguel Zacarías rendezésében készült. A film főszerepében Sara García játszik. Az alkotás produceri munkálatait Manuel Sereijo végezte el, a filmet a Grovas y Cía vállalat forgalmazta.
A film egyike annak a három egymást követő, Zacarías által rendezett vígjátéknak, amelyekben Leopoldo „Chato” Ortín és Sara García játsszák a főszerepet. Az alkotás a negyedik része volt Zacarías Los enredos de papá című 1939-es filmjével kezdődő sorozatának, és a fogadtatása alapján megtartotta három elődjének minőségét. A sorozat másik két tagja a Papá se desenreda (1940) és a Papá se enreda otra vez (1940) című alkotások voltak.
A vígjátékfilm bemutatójára 1942. október 3-án került sor Mexikóvárosban. A film 1959-ben bekerült a Mexikói Tisztességi Liga (spanyolul: Legión Mexicana de la Decencia) által kicenzúrázott alkotásokat tartalmazó listába.

## Szereplők
- Sara García – Petra
- Carolina Barret
- Antonio R. Frausto
- Carlos López Moctezuma
- Chel López
- Miguel Montemayor
- Leopoldo „Chato” Ortín – Polo Ortín
- Blanca Rosa Otero
- Virginia Serret
- Virginia Zurí[10]